# Meioneta serrata
Meioneta serrata là một loài nhện trong họ Linyphiidae.
Loài này thuộc chi Meioneta. Meioneta serrata được James Henry Emerton miêu tả năm 1909.